# Ángel de la Torre
Ángel de la Torre (Priego de Córdoba, Córdoba, España, 2 de noviembre de 1896 - Estados Unidos, 28 de agosto de 1983) fue un golfista profesional e instructor de golf español. Fue el primer golfista español en competir en el Abierto Británico de Golf, participando en la edición de 1920, en la que se clasificó en la decimosexta posición.También fue el primer golfista español en participar en el Abierto de los Estados Unidos en la edición de 1925.
A día de hoy, es el golfista que más veces ha ganado el Open de España, resultando vencedor en cinco ediciones: 1916, 1917, 1919, 1923 y 1925.

## Introducción al golf
Sus primeros pasos en el golf fueron en el Madrid Polo Golf Club, lo que posteriormente pasó a ser el Real Club de la Puerta de Hierro. Cuando el club aún se ubicaba en la Finca de las Cuarenta Fanegas, dos familiares suyos trabajaban en el club: su padre, Ricardo, trabajaba como empleado de mantenimiento, mientras que su tío, Pedro, era jardinero (en inglés Greenkeeper). Con 8 años Ángel empezó a trabajar como caddie, lo que además de recibir las correspondientes propinas de los miembros del club, le permitió practicar su swing y convertirse en un jugador de un gran nivel a pesar su juventud. En 1910, con 13 años fue campeón del torneo de los caddies del club.
Uno de los miembros del club era Valentín Menéndez San Juan, conde de la Cimera, que colaboró en la organización del primer Open de España en 1912, y que fue clave para el futuro de la Torre. En esta primera edición del torneo participó el golfista francés Arnaud Massy, una de las principales estrellas del golf de la época y que además mantenía amistad con el conde de la Cimera. Massy ganó el torneo, convirtiéndose en el primer ganador de la competición. Al año siguiente, 1913, el conde de la Cimera ayudó a que Ángel se trasladara a Francia para trabajar como  asistente de Massy en Le Nivelle Golf Club, donde el francés era instructor y profesional del club.
En 1915, a causa de la I Guerra Mundial, Massy tuvo que alistarse en el ejército francés, dejando su puesto como profesional club, posición que recayó en Ángel. Sin embargo, la guerra hizo que poco después tuviera que regresar a España.

## Carrera profesional
Al regresar a España, se convirtió en el profesional del Real Club de la Puerta de Hierro, que ya se encontraba en la ubicación que mantiene a día de hoy en el distrito de Moncloa-Aravaca. En 1916 se celebra en el Real Club la Puerta de Hierro la segunda edición del Open de España, edición en la que Ángel de la Torre consigue su primera victoria en el torneo, convirtiéndose en el primer campeón español de la competición. De la Torre fue vencedor de las ediciones de 1917 y 1919 (en 1918 el torneo no se disputó), estableciendo en tres victorias el récord de victorias consecutivas.
Sus buenos resultados convencieron al conde de la Cimera para convertirse en el patrocinador de de la Torre para que este pudiera competir en el extranjero. Gracias a este apoyo, en 1920 se estableció en Londres y compitió en varios torneos tanto en Inglaterra como en Escocia. Durante ese año, se inscribió en la edición 55.ª del Abierto Británico de Golf, celebrada del 30 de junio al 1 de julio de 1920, en el Royal Cinque Ports Golf Club, en el condado de Kent. Esta edición del torneo es especial por varios motivos: a causa de la I Guerra Mundial, fue la primera vez que el torneo se celebró desde 1914 y, además, fue la primera vez que The Royal and Ancient Golf Club of St Andrews organizó el torneo en solitario, sin la colaboración de la Honorable Compañía de Golfistas de Edimburgo (en inglés The Honourable Company of Edinburgh Golfers). A pesar de una primera ronda complicada, en la que completó los 18 hoyos en 84 golpes, las tres rondas siguientes de 78, 78 y 79 golpes, respectivamente, le clasificaron en decimosexta posición, con un total de 319 golpes, un resultado destacable para un golfista recién llegado a Gran Bretaña.

## Resultados en los Major
| Torneo            | 1920 | 1921 | 1922 | 1923 | 1924 | 1925 | 1926 | 1927 | 1928 | 1929 | 1930 | 1931 | 1932 | 1933 | 1934 |
| ----------------- | ---- | ---- | ---- | ---- | ---- | ---- | ---- | ---- | ---- | ---- | ---- | ---- | ---- | ---- | ---- |
| U. S. Open        | -    | -    | -    | -    | -    | ?    | -    | -    | -    | -    | -    | -    | ?    | -    | -    |
| Abierto Británico | T16  | T47  | T38  | T19  | -    | -    | -    | -    | -    | -    | -    | -    | -    | CUT  | T50  |

(LA) = Mejor Amateur
CUT = No pasó el corte
"T" = Empatado con otros
Ret. = Retirado
ND = No Disputado
Fondo verde indica victoria. Fondo amarillo, puesto entre los diez primeros (top ten).